# ولور، نمکل
ولور، نمکل (به انگلیسی: Velur, Namakkal) یک زیستگاه انسانی در هند است که در Namakkal district واقع شده‌است.

## خصوصیات
ولور ۲۵٬۰۱۲ نفر جمعیت دارد.